# USB Attached SCSI

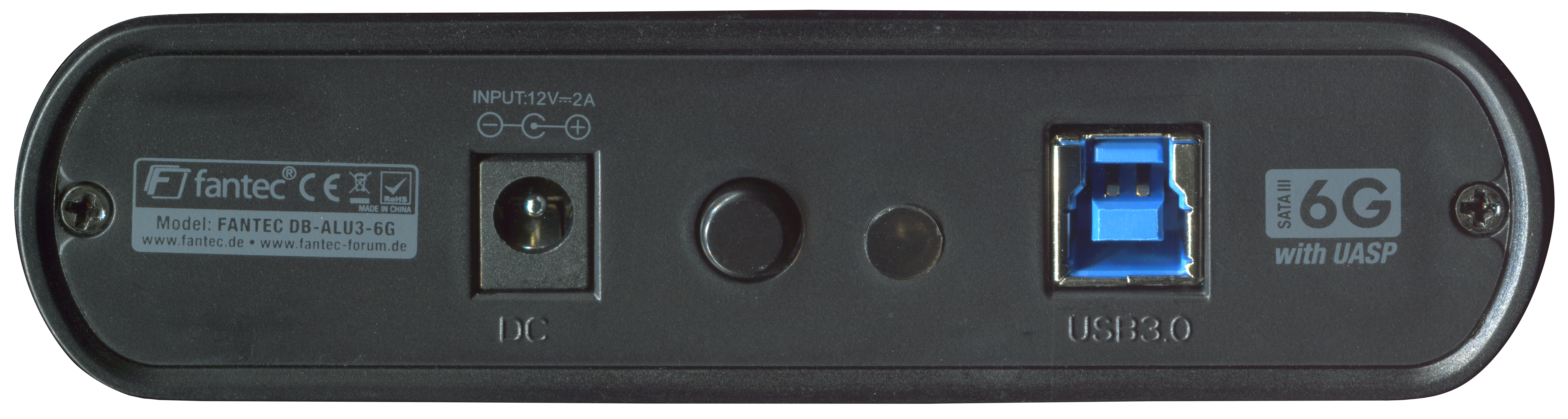
Ansicht eines Festplattengehäuses mit UASP

Das USB Attached SCSI oder USB Attached SCSI Protocol, abgekürzt UAS oder UASP, ist ein Kommunikationsprotokoll für die Anbindung von Massenspeichern wie Festplattenlaufwerken, Solid-State-Drives (SSD) oder DVD-Laufwerken mit SCSI- oder Serial-ATA-Anschluss über den Universal Serial Bus (USB) an ein Computersystem. UAS wurde im Zuge des USB-3.0-Standards eingeführt und ist, mit reduzierter Datenübertragungsrate, zum älteren USB-2.0-Standard abwärtskompatibel. Die ältere und langsamere Alternative heißt USB Mass Storage Bulk-Only Transport (BOT).
Mit UASP ist es möglich, mit einer SSD oder einem USB-Speicherstick, die oder der über USB 3.0 oder höher angebunden ist, eine besonders schnelle Datenübertragung von ca. 450 MB/s (= 3.600 Mbit/s) zu erreichen. Voraussetzung ist, dass alle Teile der Übertragungskette (Speichercontroller, Chipsatz des Mainboards und Betriebssystem) UASP unterstützen; herkömmliche Festplatten, auch solche mit SCSI-Schnittstelle, sind prinzipbedingt zu langsam für solche Übertragungsgeschwindigkeiten. Die konkreten Werte hängen dabei stark von der verwendeten Hardware ab.
Im Gegensatz zu dem bei dedizierten USB-Massenspeichern wie USB-Speichersticks eingesetzten und technisch einfacher zu realisierenden Bulk Only Transfer (BOT), werden bei UAS die Steuerkommandos der SATA und SCSI-Schnittstellen direkt über die USB-Schnittstelle geleitet. Dies erlaubt unter anderem den Einsatz von SMART über USB, einem Verfahren zur Selbstüberwachung und Vorhersage von Ausfällen bei Massenspeichern. Außerdem erlaubt UAS einen höheren Datendurchsatz, da im Gegensatz zu BOT die Kommandos und Statusabfragen über getrennte Datenkanäle laufen. Des Weiteren können UAS-konforme Geräte mehrere Kommandos parallel verarbeiten, auch als Native Command Queuing (NCQ) bekannt.
Die Unterstützung von UAS hängt neben der Hardware auch von der Software im Computersystem ab. Beispielsweise wird UAS erst ab Linux-Kernel Version 3.15 unterstützt. Sollte das Computersystem den Betriebsmodus UAS nicht unterstützen, schaltet die Hardware in den Bulk-Only Transport (BOT) und erlaubt so unter deutlicher Reduktion des Datendurchsatzes den Zugriff auf den Massenspeicher. Windows 10 und 8 unterstützen UASP von Haus aus, für Windows 7 sind spezielle Treiber erforderlich. Apple macOS unterstützt UASP ab Version 10.8 Mountain Lion.

## Probleme mit manchen USB-Controllern
Die Controller in manchen externen USB-3.0-Festplatten beherrschen den UAS-Modus nicht korrekt, was zu Übertragungsfehlern auf dem USB-Bus führt, welche wiederholte Bus-Resets auslösen. Dadurch wird die angeschlossene Festplatte unkontrolliert vom System abgemeldet, was Datenverlust zur Folge haben kann und durch die immer wieder auftretenden Bus-Resets ist die Übertragungsrate deutlich verringert.
Abhilfe schafft hier das Deaktivieren des UAS-Übertragungsmodus, wodurch die Festplatte im BOT-Modus angesprochen wird, was dann in der Regel zuverlässig funktioniert.